# سناء (مجلة)
مجلة سناء هي مجلة ليبية تصدر عن براعم الفتح، تصدرها شعبة المعلم الثوري. توجه إلى الأطفال من سن 5 إلى 16 سنة.
تعتمد المجلة على القصص الكرتونية حيث تتضمن 15 صفحة من بين 52 صفحة أغلبها ملون، كما تنشر المجلة القصص القصيرة المصحوبة بالرسوم، وأغلب الرسامين يكتبون أيضاً، تنشر المجلة منوعات تحت عنوان قوس قزح.
عنوانها: ص.ب 11492: أبو سليم، طرابلس، المغرب. قطعها: 22×30 سم. شعارها: مجلة كل طفل عربي، اقرأها وساهم بإنتاجك فيها يُرجَّح أن أول صدور للمجلة في سبتمبر عام 1980م.

## الأبواب
- صدور التعليمات
- قوس قزح
- أفراح وانتصارات
- ملتقى الأصدقاء
- فكرة سهلة
- فكر وتسلى
- معرض الأحياء
- مسابقة

## فريق العمل
- أمين لجنة التحرير: عياد هاشم
- أمين الشؤون الإداريَّة: عبد الله الأطرش

### الرسامون
- عياد هاشم
- فتوح الكيلاني
- سميرة ماشينه
- أحمد الهيلام
- عبد الحكيم النفاح